# Luigi Bertoni

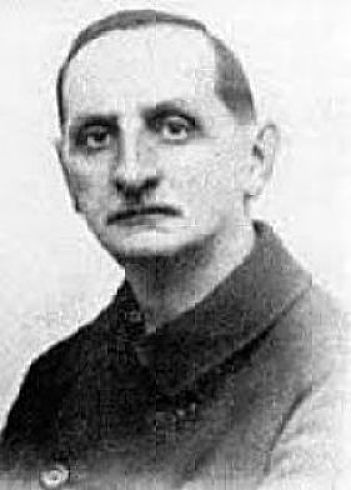
Luigi Bertoni

Luigi Bertoni (* 6. Februar 1872 in Mailand; † 19. Januar 1947 in Genf) war ein in Italien geborener Schweizer Anarchist, Autor und Typograf.

## Leben
Bertoni war ein Cousin von Brenno und Mosè Bertoni, wie diese stammte er aus dem Dorf Lottigna im Valle di Blenio. Die von dort ausgewanderten Familien waren oft im lombardischen Detailhandel tätig. Sein Vater betrieb eine Drogerie. Nach einer Ausbildung zum Typographen in Como, arbeitete er in Mendrisio und danach in Bellinzona. 1900 gründete Bertoni in Genf die zweimal monatlich zweisprachig in Italienisch und Französisch erscheinende anarchistische Zeitung Le Réveil/Il Risveglio, welche er bis zu seinem Tod 1947 herausgab. Diese Zeitschrift war das zentrale Organ der anarchistischen Bewegung in der Westschweiz. 1902 wurde er als Organisator des ersten Generalstreiks in Genf angeklagt und zu einem Jahr Gefängnis verurteilt. Unter dem Druck der Arbeiterbewegung und der Gewerkschaften, die mit einem Generalstreik drohten, kam er nach 132 Tagen frei. Er stritt aktiv für die Fédération des Unions Ouvrières de la Suisse romande, einen Gewerkschaftsverband. 1906 wurde Bertoni abermals verhaftet und zu einem Monat Gefängnis verurteilt.
Die Anklage lautete auf das Schreiben eines Artikels zum Gedenken an den Anarchisten Gaetano Bresci. Während des gesamten Zeitraums des Ersten Weltkriegs schrieb er Artikel und organisierte Konferenzen. 1918 wurde er zusammen mit zwei Dutzend meist italienischen Anarchisten für 13 Monate in Zürich inhaftiert unter der Anklage, Bombenanschläge in Italien und in Zürich geplant zu haben. Von diesen Anschuldigungen wurde er im Juni 1919 vom Bundesstrafgericht unter dem Vorsitz von Agostino Soldati freigesprochen. Bertoni motivierte viele Genfer Anarchisten zur Teilnahme am Spanischen Bürgerkrieg, etwa Lucien Tronchet (1902–1982).

## Werke
- Almanacco socialista-anarchico. (Mitherausgeber), 1899.
- Cesarismo e fascismo. Genf 1928.